# كأس التشيك 2001–02
كأس التشيك 2001–02 هو موسم من كأس التشيك. أشرف على تنظيمه اتحاد جمهورية التشيك لكرة القدم، وكان عدد الأندية المشاركة فيه 130، وفاز فيه سلافيا براغ.